# 1853
- Wikisource

| Calendário gregoriano                                                        | 1853 MDCCCLIII                      |
| Ab urbe condita                                                              | 2606                                |
| Calendário arménio                                                           | 1302 – 1303                         |
| Calendário bahá'í                                                            | 9 – 10                              |
| Calendário budista                                                           | 2397                                |
| Calendário chinês                                                            | 4549 – 4550 Início a 8 de fevereiro |
| Calendário copta                                                             | 1569 – 1570                         |
| Calendário etíope                                                            | 1845 – 1846                         |
| Calendários hindus - Vikram Samvat - Calendário nacional indiano - Cáli Iuga | 1908 – 1909 1774 – 1775 4953 – 4954 |
| Calendário Holoceno                                                          | 11853                               |
| Calendário islâmico                                                          | 1269 – 1271                         |
| Calendário judaico                                                           | 5613 – 5614                         |
| Calendário persa                                                             | 1231 – 1232 Início a 21 de março    |
| Calendário rúnico                                                            | 2103                                |
| Calendário solar tailandês                                                   | 2396                                |

1853 (MDCCCLIII, na numeração romana) foi um ano comum do século XIX do actual Calendário Gregoriano, da Era de Cristo, e a sua letra dominical foi B (52 semanas), teve início a um sábado e terminou também a um sábado.
| Ano completo                   |
| ------------------------------ |
| Ano comum com início ao sábado |

## Eventos
- Criação do Prendedor.
- A vila portuguesa de Guimarães é elevada a cidade.

### Janeiro
- 19 de janeiro - Estreia da ópera de Giuseppe Verdi O Trovador.

### Março
- 4 de março - Franklin Pierce toma posse como Presidente dos Estados Unidos.

### Agosto
- 24 de agosto - Primeira vez que batatas fritas são apresentadas em público.

### Dezembro
- 19 de dezembro - No Brasil, emancipação política da província do Paraná, cujo administração e território deixaria de estar vinculado ao de São Paulo
- 31 de dezembro - Criação do actual concelho de Águeda e extinção do concelho de São Pedro de Farinha Podre.

## Nascimentos
- 28 de janeiro - José Martí, poeta e mártir da independência cubana (m.1895).
- 28 de março - António Joaquim Teixeira, jornalista e escritor português (m. ??).
- 30 de março - Vincent van Gogh, pintor neerlandês (m. 1890)
- 16 de maio - Augusto de Lemos Álvares Portugal Ribeiro, político e jornalista português (m. 1913).
- 26 de maio - John Wesley Hardin lenda Fora-da-lei conhecido como um dos 5 melhores pistoleiros do Velho-Oeste (m. 1895)
- 29 de maio - Fundação da cidade de Natividade da Serra pelo Coronel José Lopes Figueira de Toledo.
- 5 de julho Cecil Rhodes Empresário e colonizador britânico.
- 18 de julho - Hendrik Lorentz, físico neerlandês (m. 1928).
- 21 de agosto - Maria Quitéria de Jesus Medeiros, primeira mulher a ser reconhecida por assentar praça numa unidade militar das Forças Armadas Brasileiras.
- 21 de setembro - Heike Kamerlingh Onnes, físico neerlandês, Nobel de Física em 1913 (m. 1926).
- 23 de outubro - Capistrano de Abreu, historiador brasileiro.
- 28 de dezembro - Inglês de Sousa, professor, advogado, jornalista e escritor brasileiro (m. 1918).

## Mortes
- 4 de fevereiro - Maria Amélia de Bragança, princesa do Brasil, (n. 1831).
- 4 de março - Christian Leopold von Buch, geólogo e paleontólogo alemão (n. 1774).
- 17 de março - Johann Christian Andreas Doppler, físico Austríaco que descobriu o efeito Doppler (n. 1803).
- 8 de agosto - Josef Hoëné-Wronski, filósofo e matemático franco-polonês (n. 1778).
- 9 de agosto - João Baptista da Silva Pereira, Barão de Gravataí, militar brasileiro (n. 1797).
- 3 de setembro - Auguste de Saint-Hilaire, naturalista francês (n. 1779).
- 15 de novembro - Rainha Maria II de Portugal (n. 1819).

## Por tema
- 1853 na arte
- 1853 na ciência
- 1853 na literatura
- 1853 na música